# پرایسا تی‌وی
پرایسا تی‌وی (انگلیسی: PRISA TV) شرکت رسانه‌ای اسپانیایی است، که در سال ۱۹۸۹ تأسیس شد.